# 12774 Pfund
12774 Pfund è un asteroide della fascia principale. Scoperto nel 1994, presenta un'orbita caratterizzata da un semiasse maggiore pari a 2,6998964 UA e da un'eccentricità di 0,2037295, inclinata di 2,43390° rispetto all'eclittica.
È stato chiamato così in onore di August Hermann Pfund, fisico statunitense e professore alla Università di Baltimora.